# Elías Yanes Álvarez
Elías Yanes Álvarez (ur. 16 lutego 1928 w Villa de Mazo, zm. 9 marca 2018 w Saragossie) – hiszpański duchowny katolicki, biskup pomocniczy Oviedo 1970-1977 oraz arcybiskup Saragossy 1977–2005. W latach 1993–1999 przewodniczący Konferencji Episkopatu Hiszpanii i wiceprzewodniczący Komisji Episkopatów Wspólnoty Europejskiej. 

## Życiorys
Święcenia kapłańskie otrzymał 5 czerwca 1961.
28 października 1970 papież Paweł VI mianował go biskupem pomocniczym Oviedo, ze stolicą tytularną Mulli. 28 listopada tego samego roku arcybiskup Gabino Díaz Merchán udzielił mu sakry biskupiej. 3 czerwca 1977 mianowany arcybiskupem Saragossy. 2 kwietnia 2005, ze względu na wiek, złożył rezygnację z zajmowanej funkcji na ręce papieża Jana Pawła II.
Zmarł 9 marca 2018.